# Église de la Sainte-Famille de l'île d'Orléans
Pour l’article homonyme, voir Église de la Sainte-Famille.
L'église de la Sainte-Famille est située dans le village de Sainte-Famille à l'île d'Orléans au Québec. Construite entre 1743 et 1747, elle a été classée Immeuble patrimonial en 1980.

## Histoire
Sainte-Famille a été fondée en 1661. Une première église de pierre de 26 m de long y est construite dès 1669 à environ 90 m au nord de l'emplacement actuel. D'importantes dégradations du bâtiment entraînent la construction d'une nouvelle église à partir de 1743. Les travaux s’échelonnent jusqu'en 1747, mais les clochers, sur les tours alors simplement recouvertes d'un toit, sont ajoutés en 1807. Le clocher central d'origine, construit sur le faîte du toit, est démoli en 1823 après avoir été frappé par la foudre. C'est l'architecte Thomas Baillairgé qui dessine les plans du nouveau clocher construit en 1843.
La façade fait également l'objet d'importantes modifications. L'œil-de-bœuf au-dessus de la porte centrale est remplacé par une grande fenêtre en 1868. Les cinq niches contenaient des sculptures des frères Levasseur avant d'être remplacées par des œuvres de Jean-Baptiste Côté en 1889, puis de Lauréat Vallière en 1929.

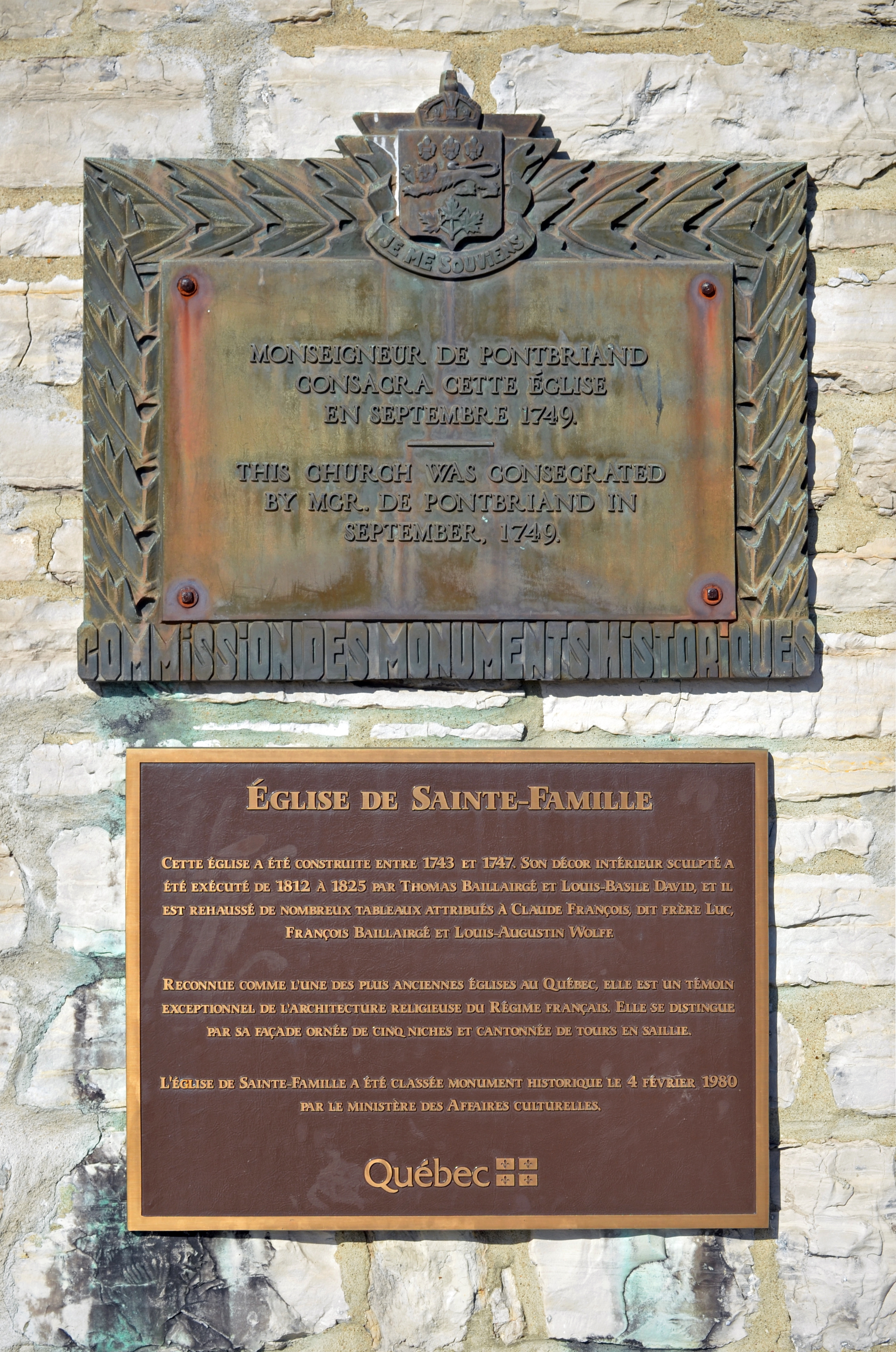
Plaques commémoratives sur la façade

À l'intérieur, la décoration est entreprise par Gabriel Gosselin en 1748, puis par François-Noël Levasseur et Baptiste-Antoine Levasseur. Fortement abîmée durant la Conquête de 1759-1760, l'église reçoit des réparations d'urgence. De nombreuses pièces et mobilier sont remplacées par Gabriel Gosselin et par Pierre-Florent Baillairgé.
La décoration actuelle débute en 1812. Louis-Basile David remplace l'ancienne voûte blanche par une voûte décorée de caissons. Thomas Baillargé est chargé du retable et de la décoration des murs. En 1861, de nouveaux bancs fabriqués par Jean Pichet sont installés, en 1881, la tribune inférieure est prolongée et en 1910, des tribunes sont ajoutées dans les bras du transept.
Des peintures ornent les murs de la nef. Elles sont l'œuvre des peintres Claude François, Louis-Augustin Wolff et François Baillairgé. Les sculptures sont de Louis Jobin, Lauréat Vallière, Médard Bourgault et Jean-Julien Bourgault.
Un orgue Casavant est installé en 1942. Les trois cloches importées de France portent des noms : Jésus-Benoît XV pour la cloche en Sol, Marie-Louis Nazaire pour celle en La et Joseph-Paul Eugène Alfred pour la note Si.
L'église est traditionnellement orientée dans un axe est-ouest, avec le chœur tourné vers le soleil levant, symbole du Christ ressuscité. Elle est entourée d'une place, d'un cimetière, d'un presbytère et d'une dépendance.
L'église de Sainte-Famille, rare témoignage d'un plan en croix latine de cette époque, a été classée bien patrimonial en 1980.

## Galerie

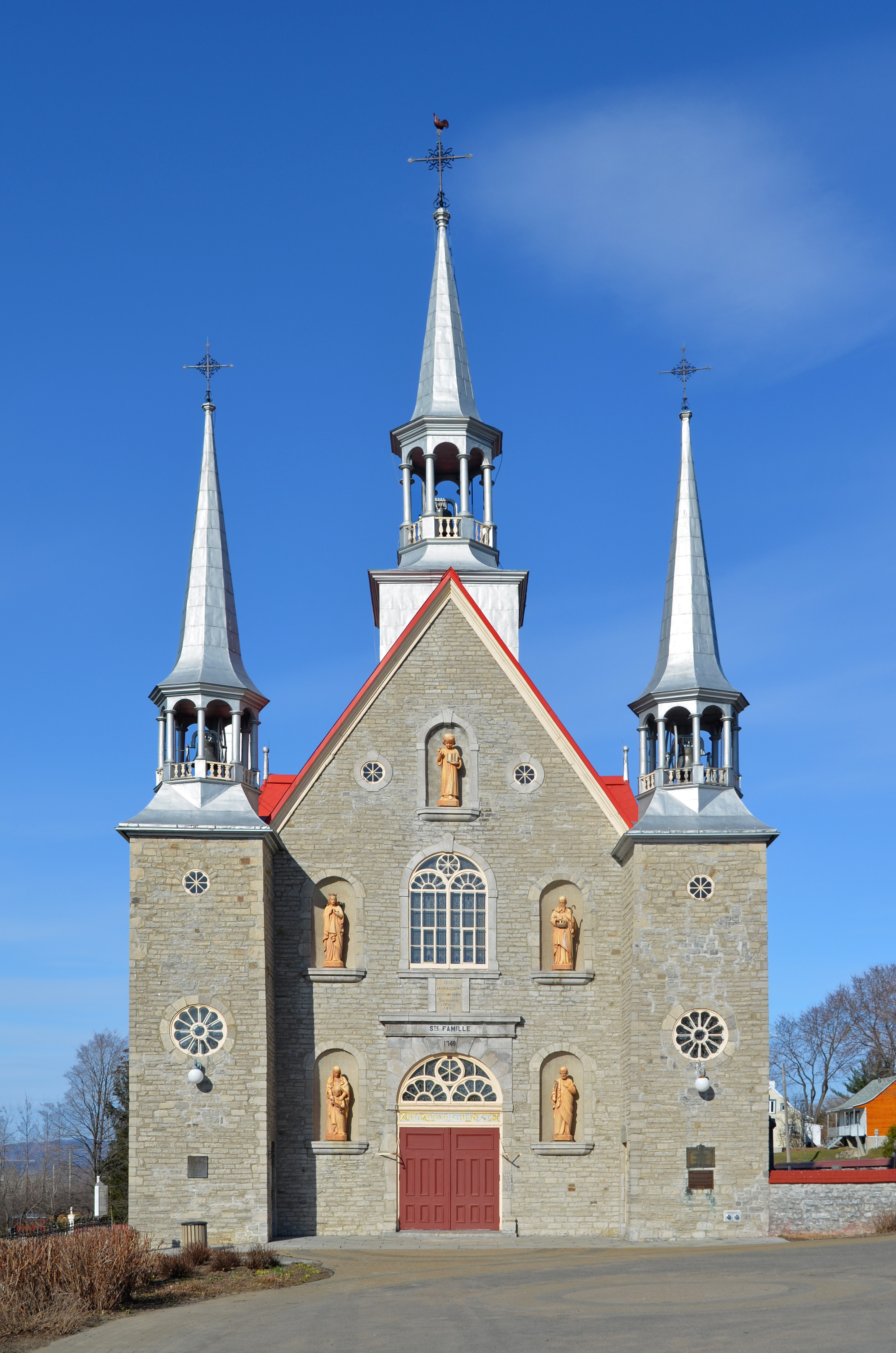
Vue frontale
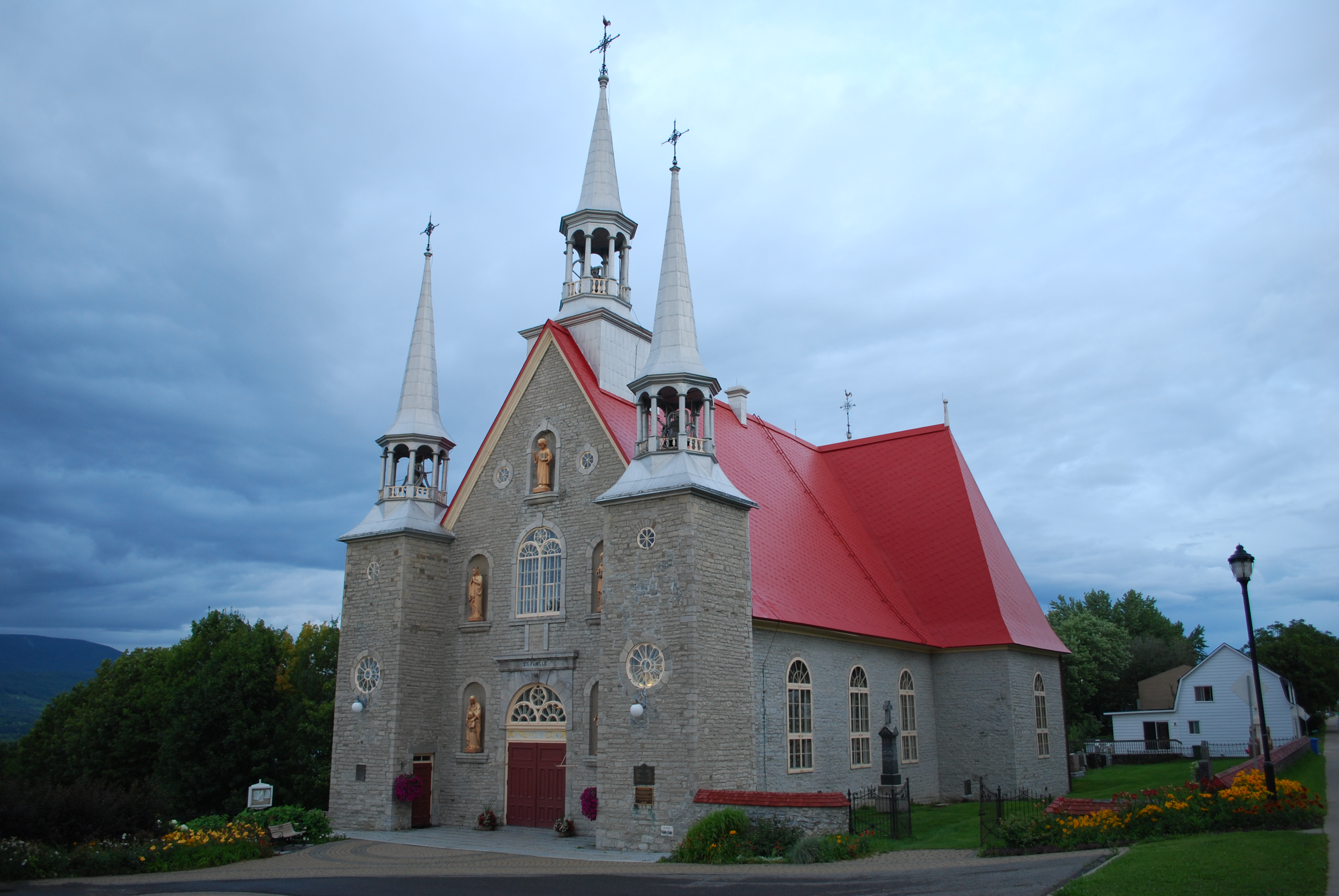
Vue latérale côté sud
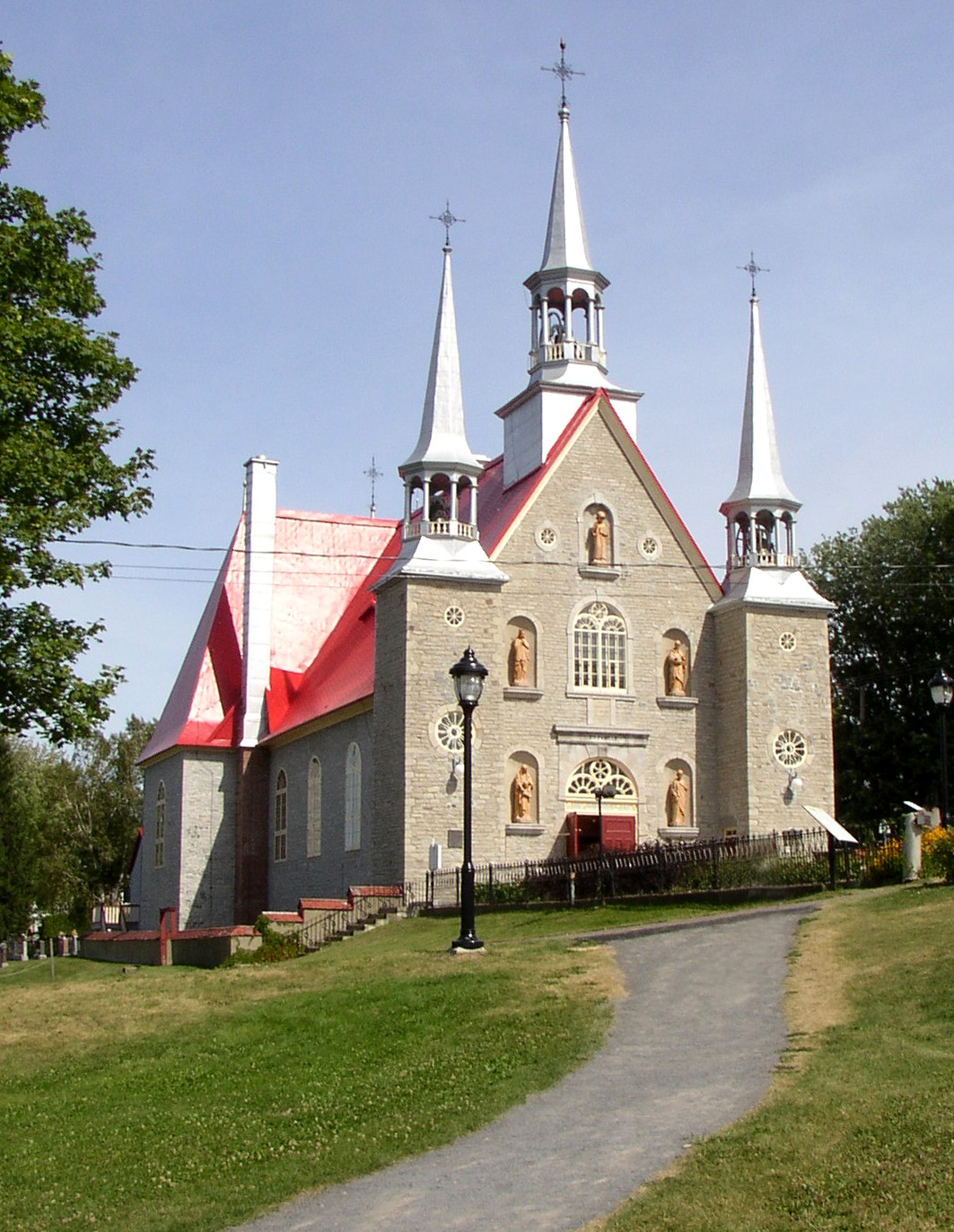
Vue latérale côté nord
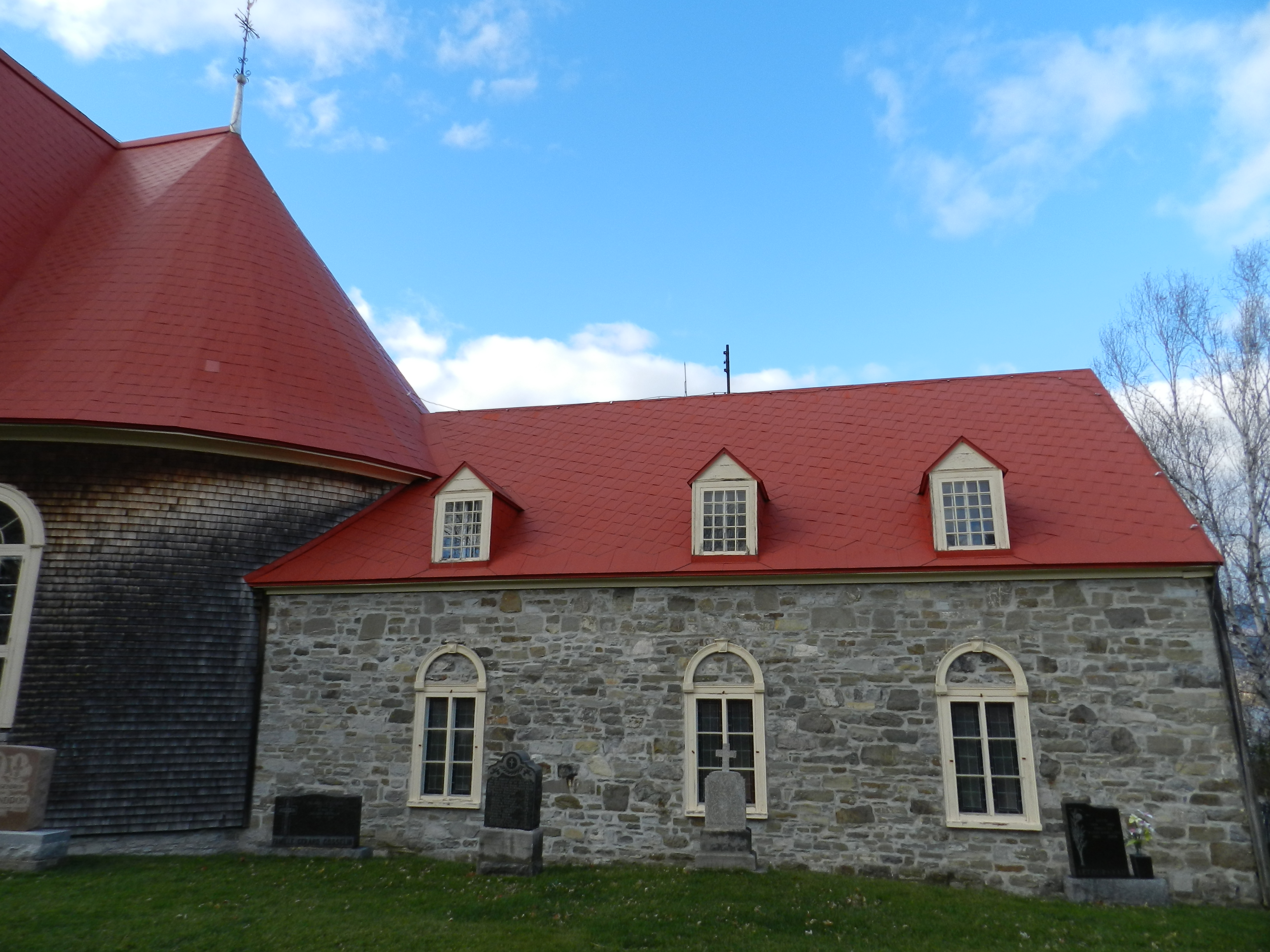
Vue arrière
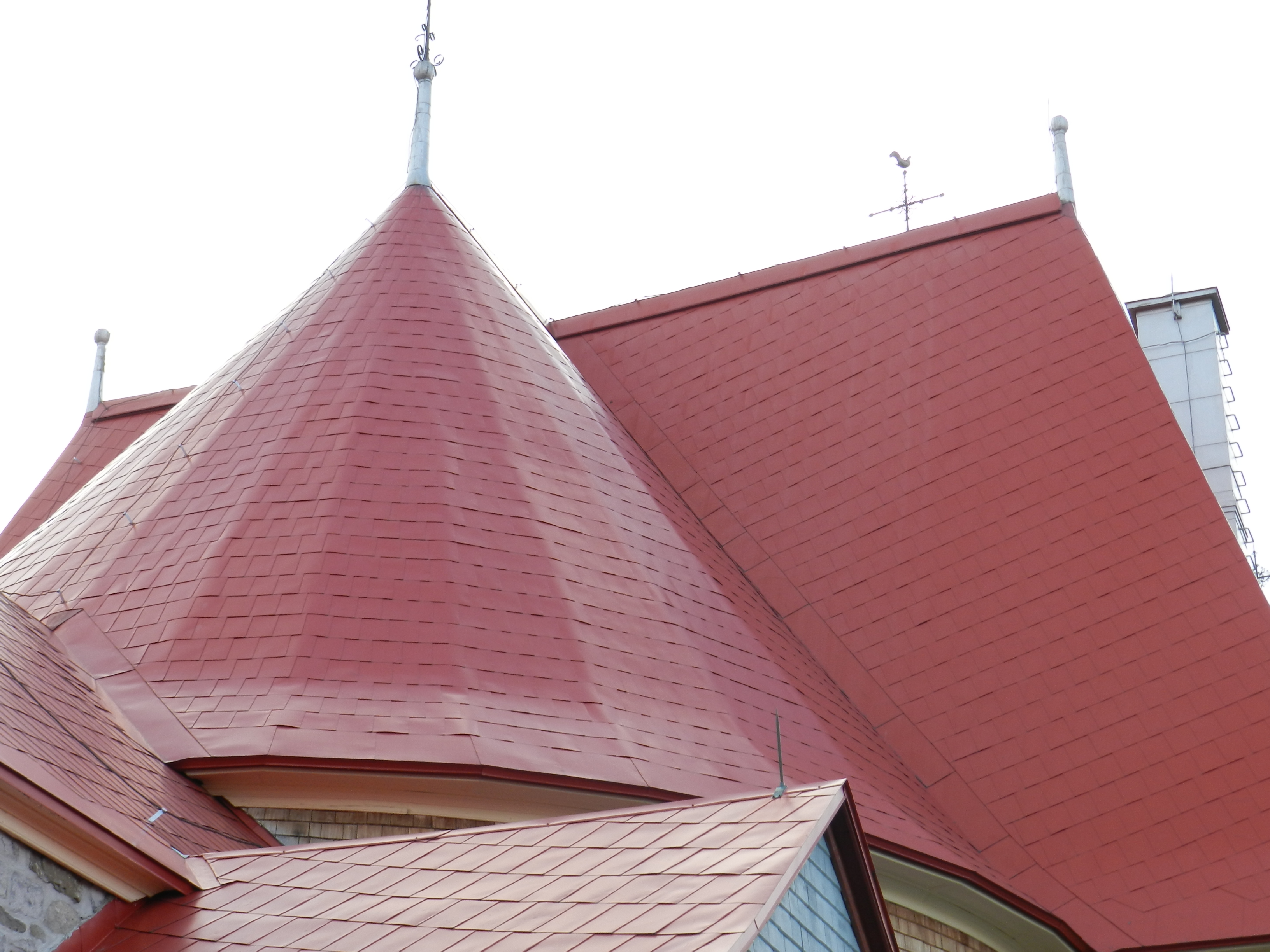
Détail de la toiture en tôle
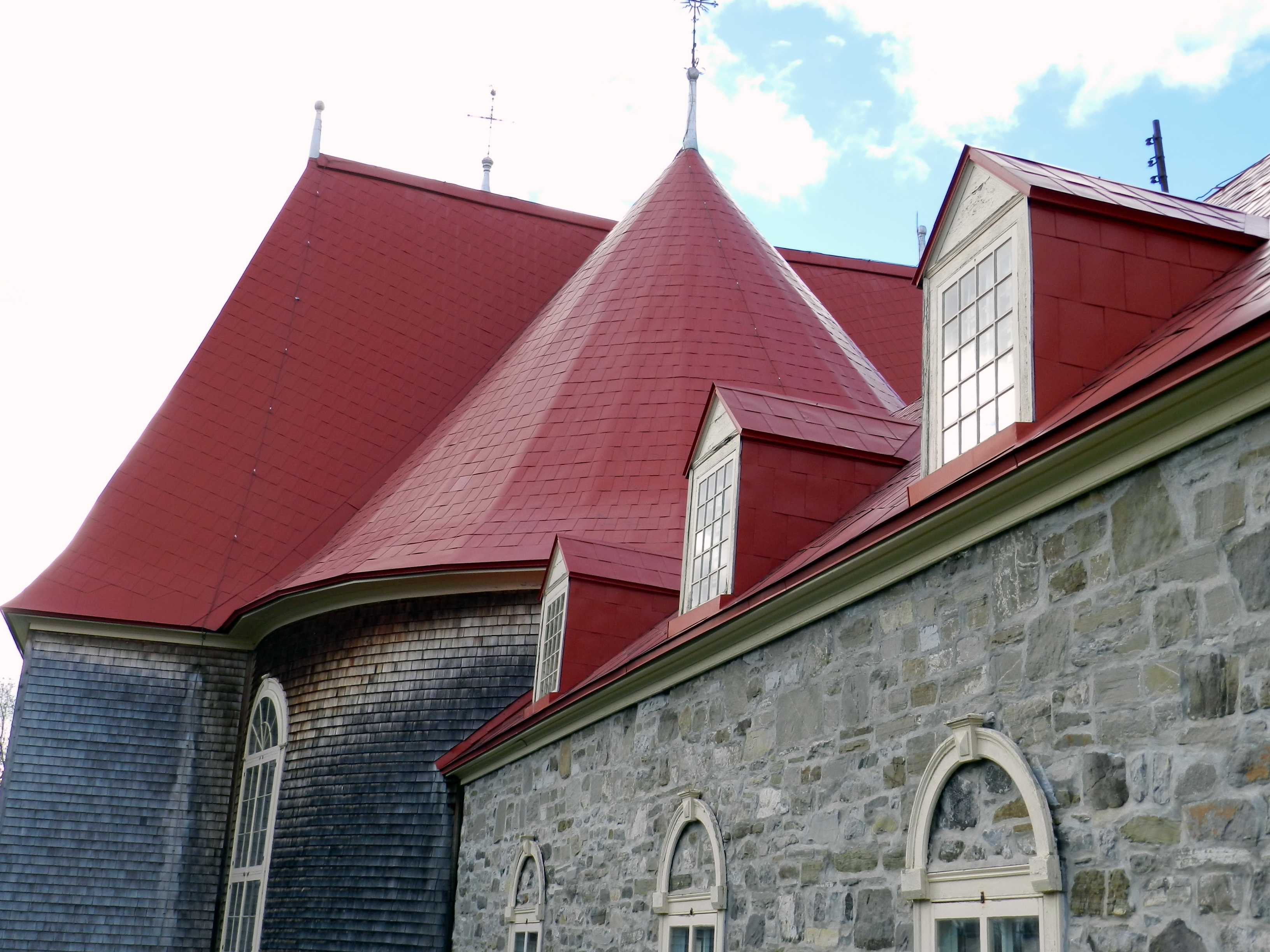
Détail de la toiture en tôle
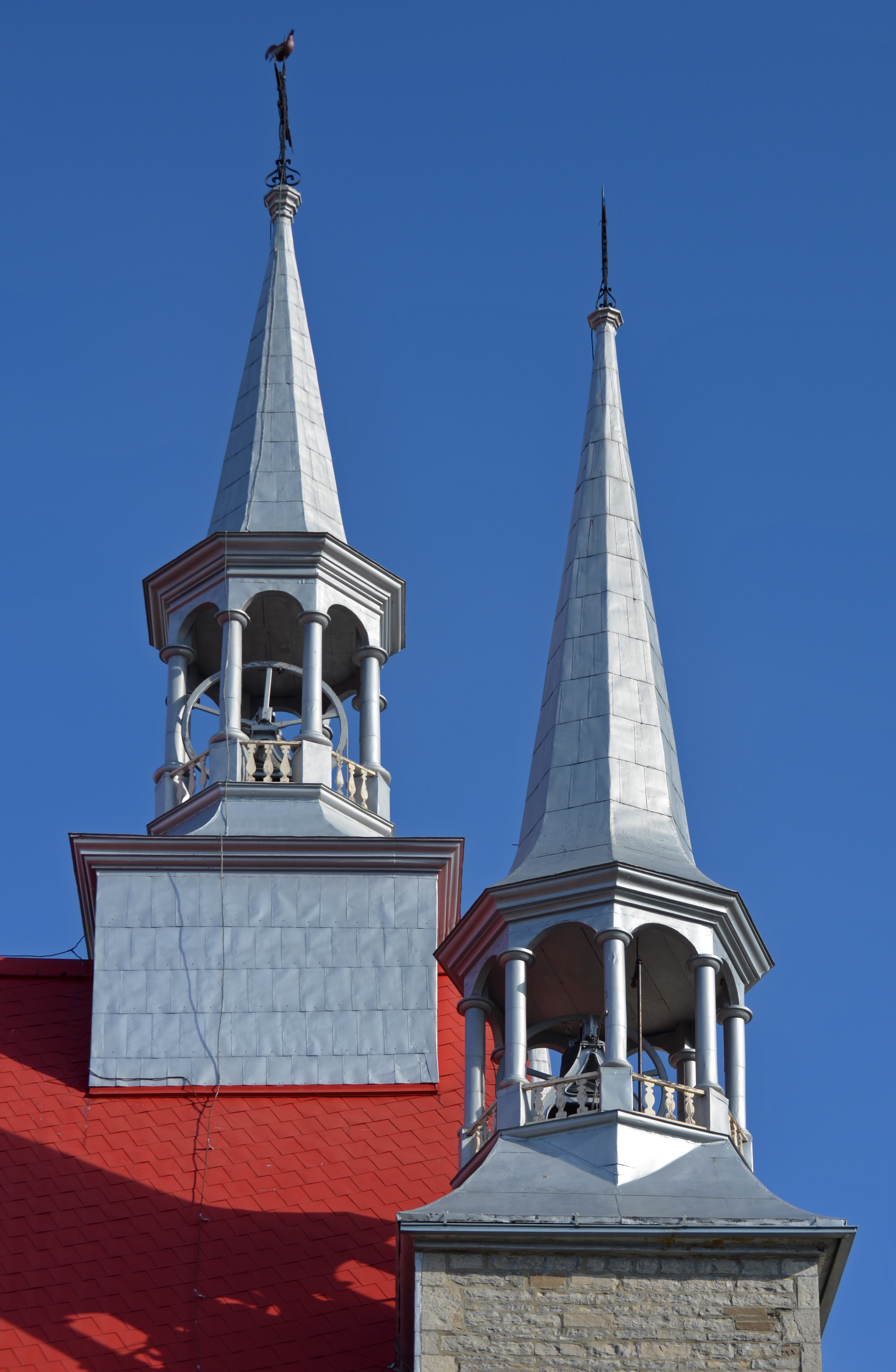
Clochers nord et central
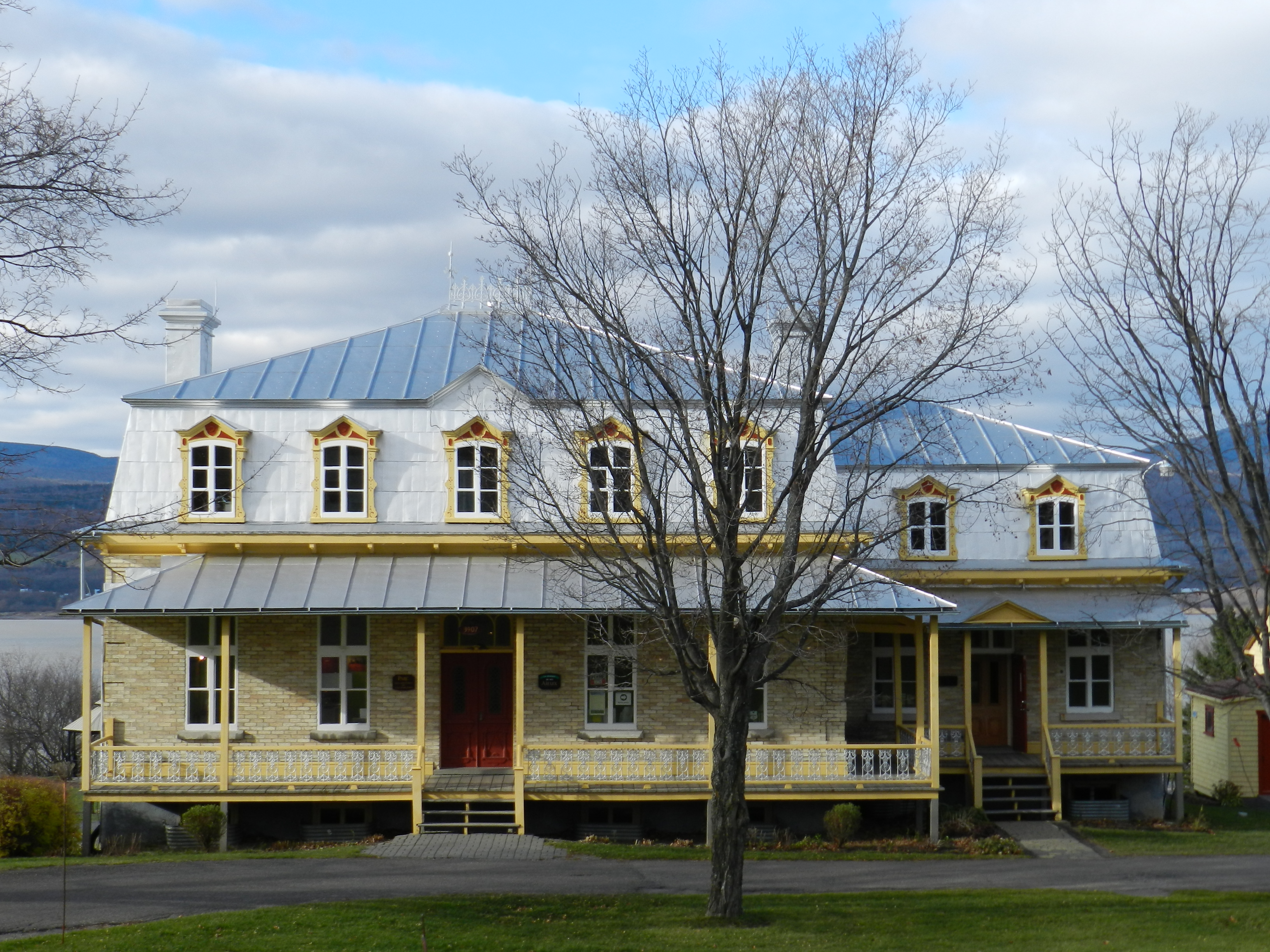
Ancien presbytère
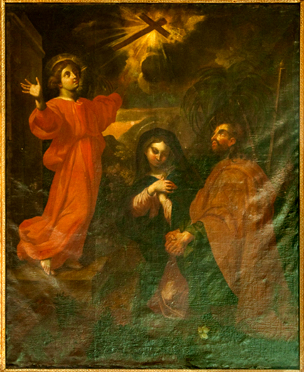
La Sainte Famille du peintre Claude François dit Frère Luc

Sculptures des niches de la façade :

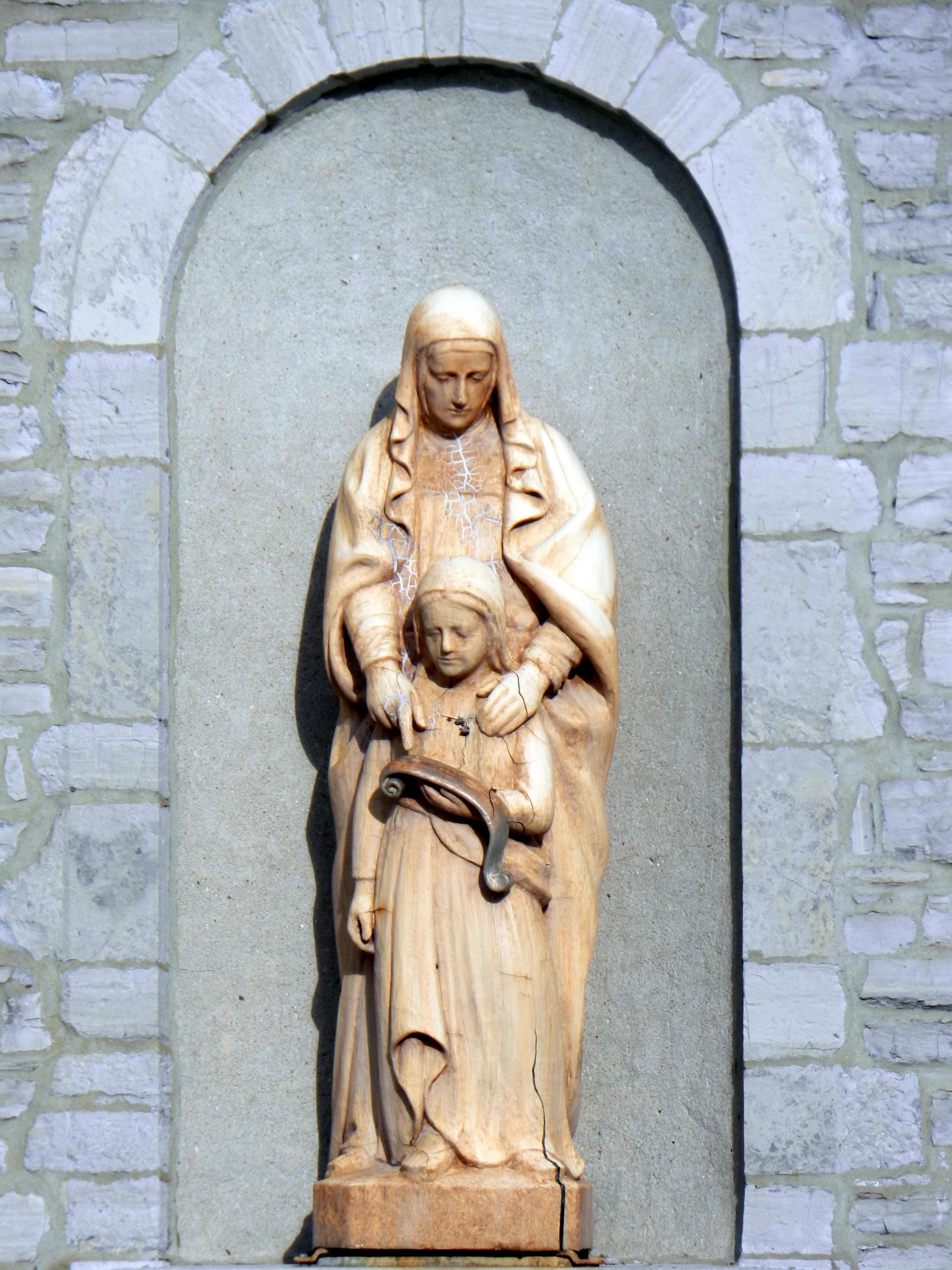
Anne
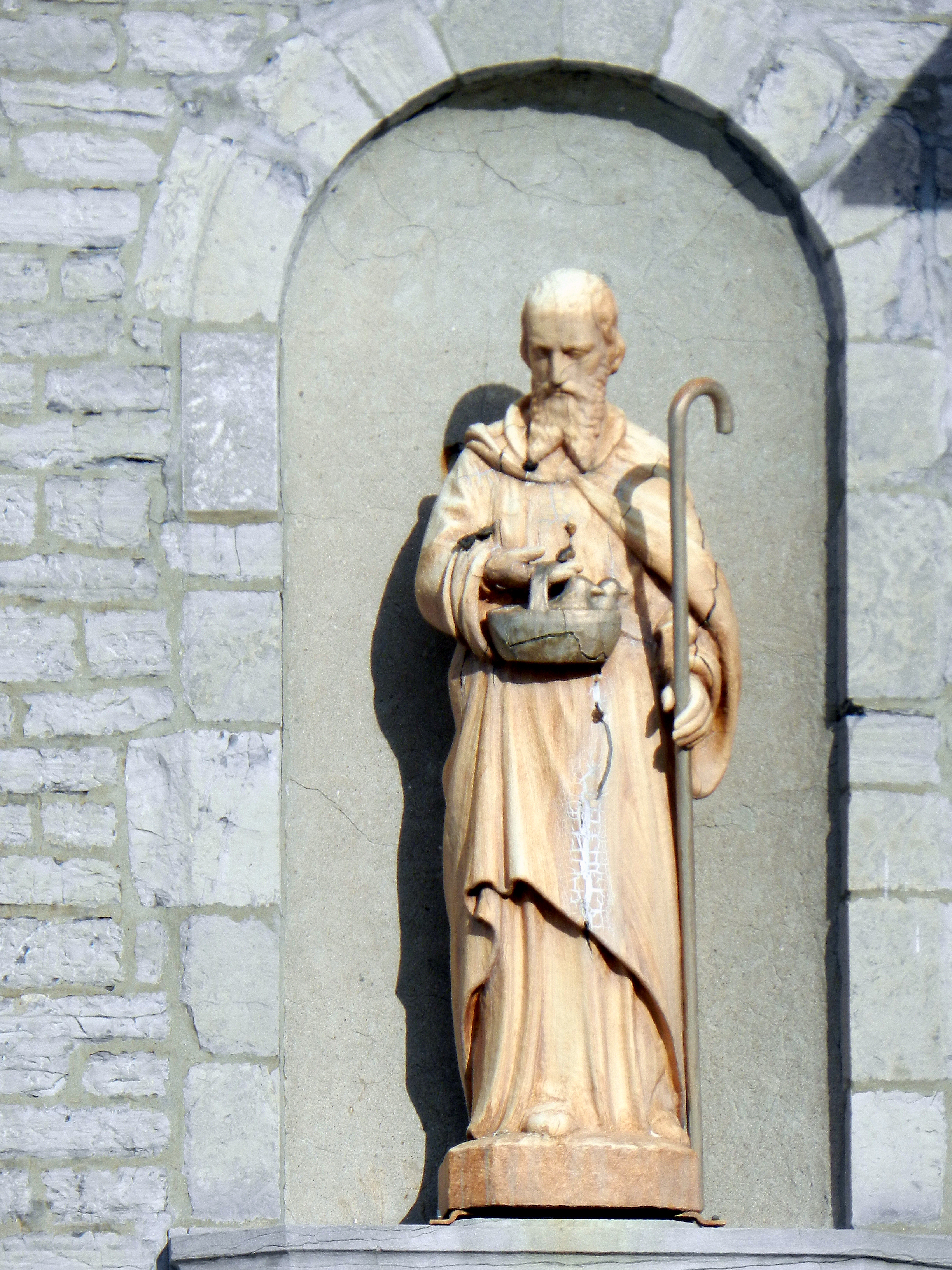
Joachim
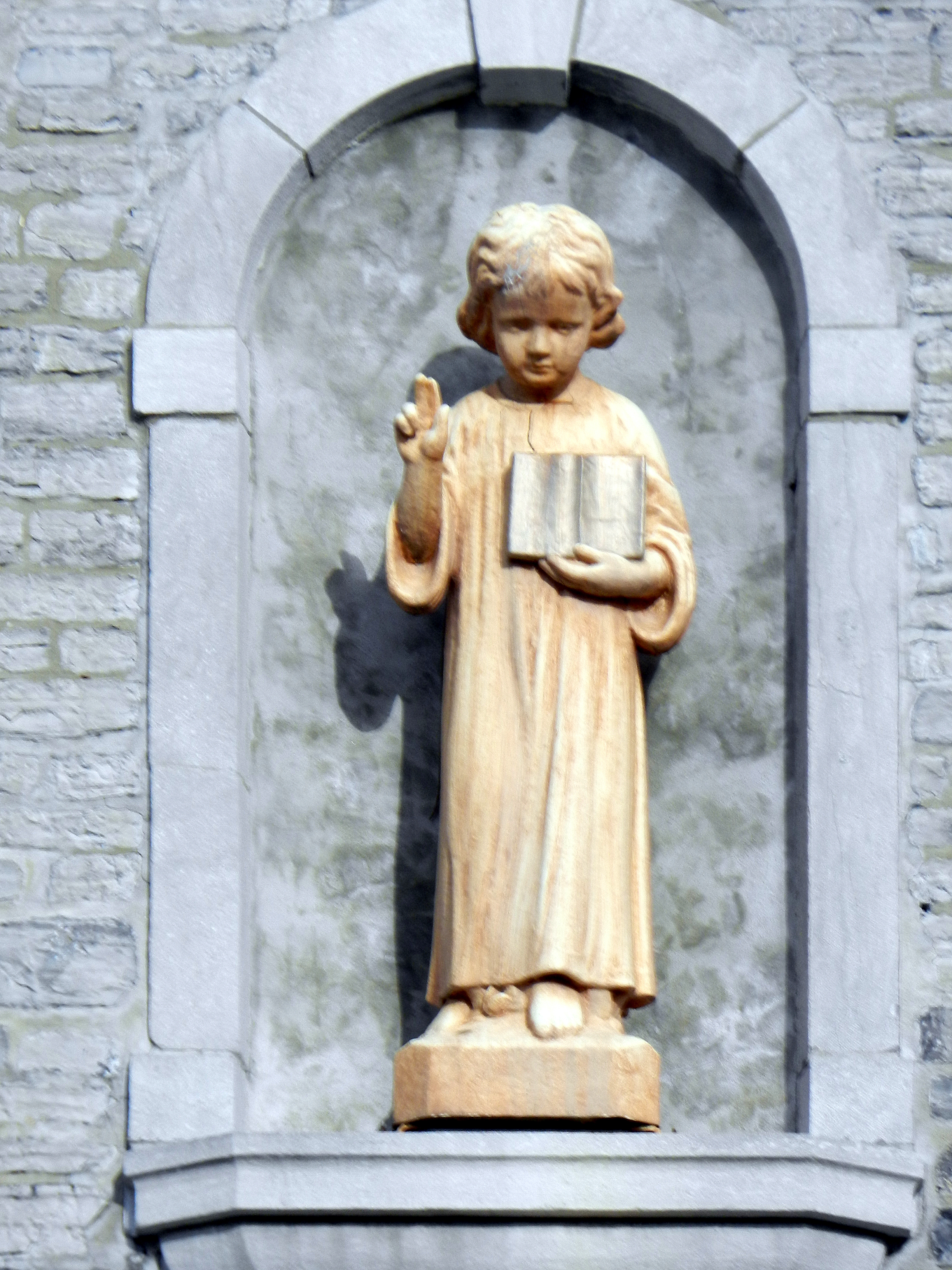
Jésus
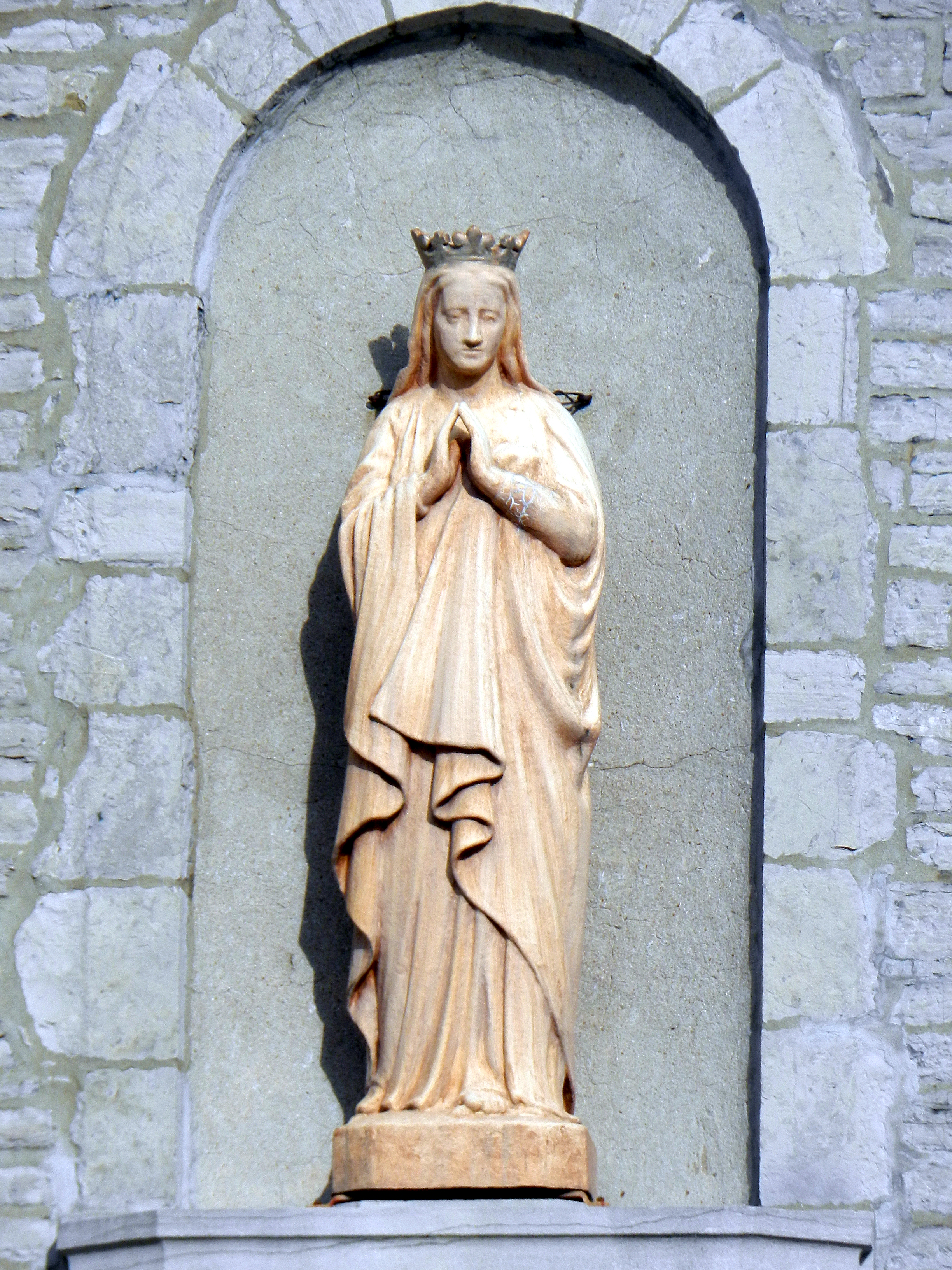
Marie
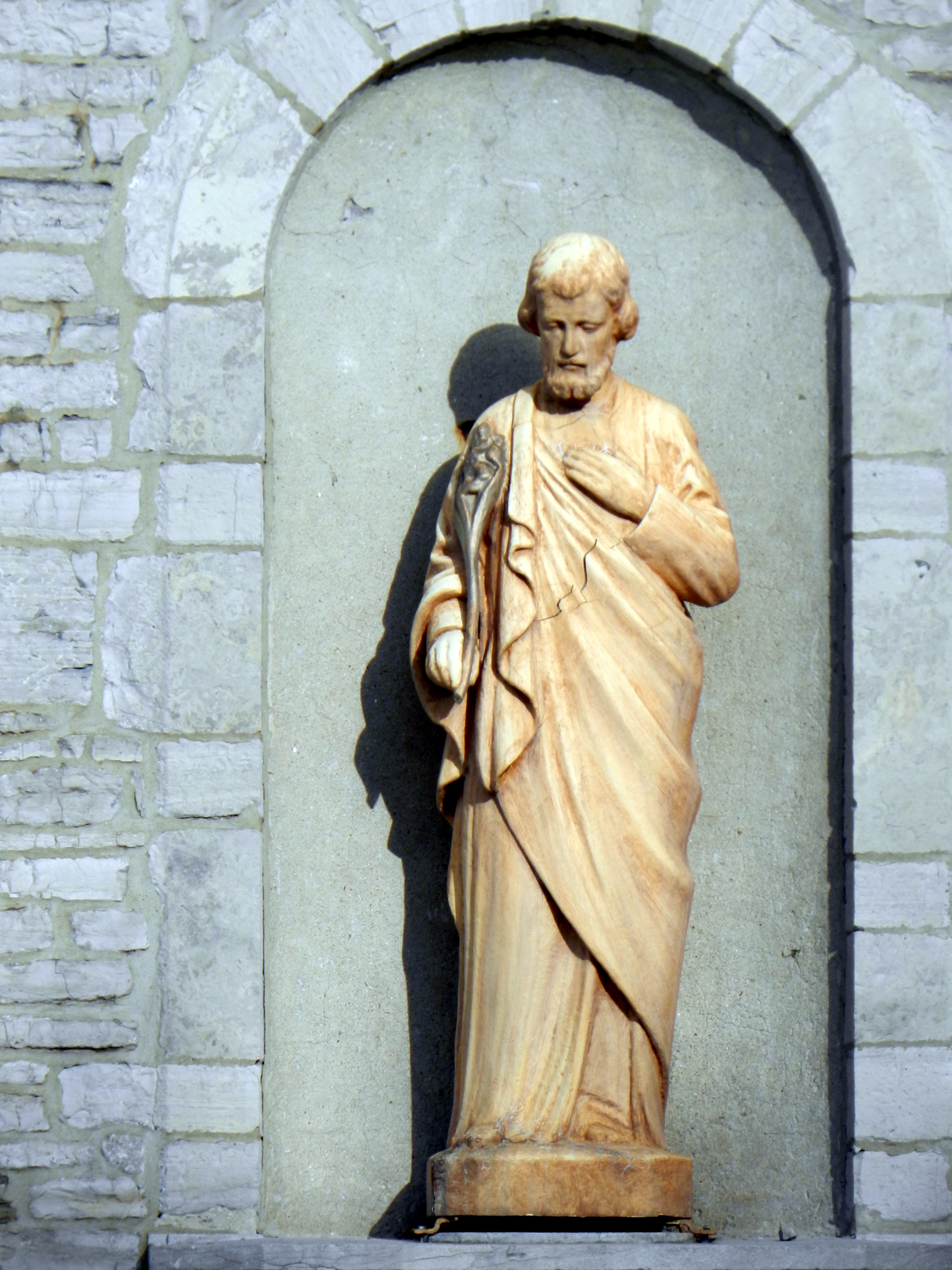
Joseph
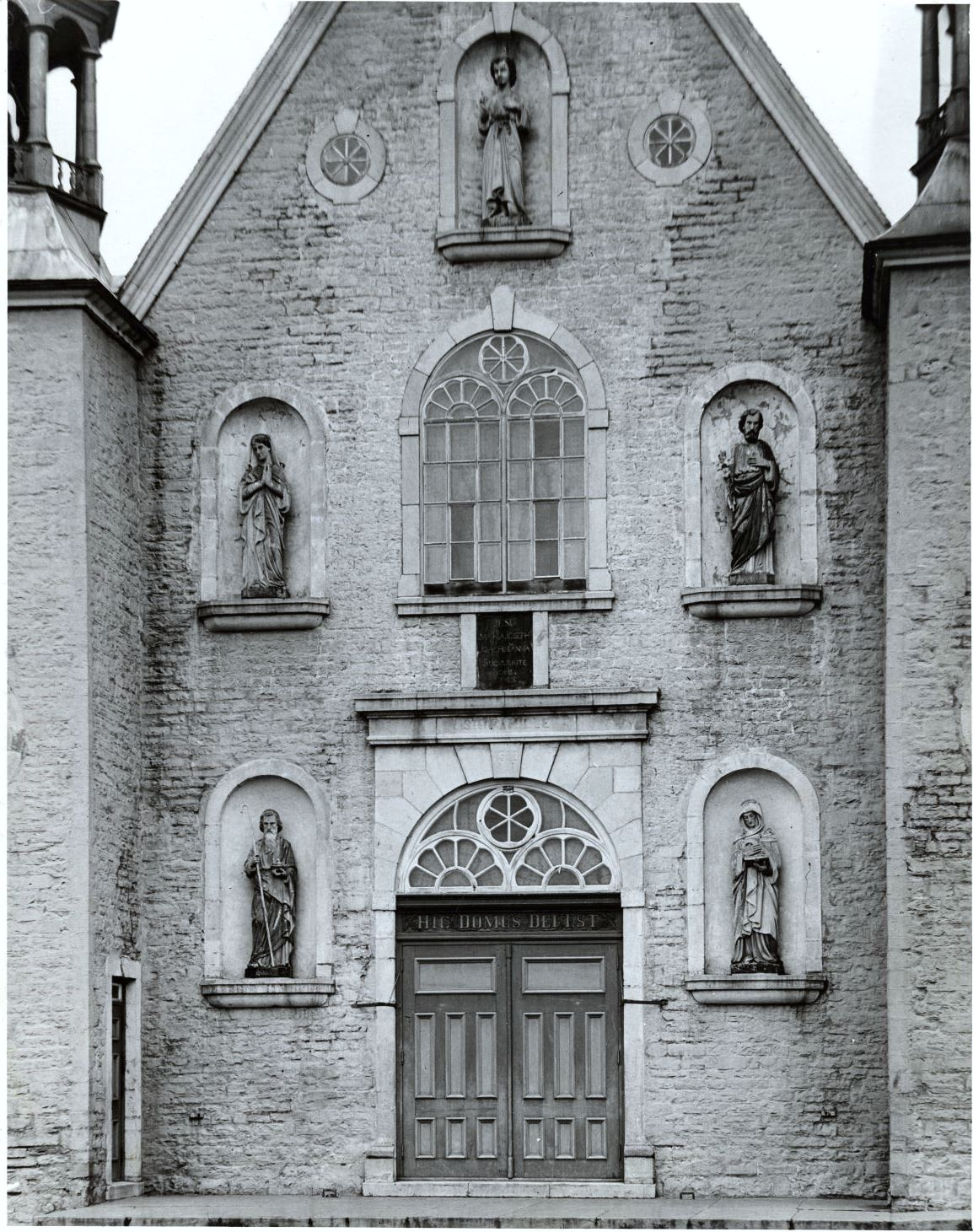
Façade de l'église avec les statues de Jean-Baptiste Côté installées en 1889 et elles-mêmes remplacées en 1929

## Source
- Guy-André Roy et Andrée Ruel, Le patrimoine religieux de l'île d'Orléans, Les cahiers du patrimoine, numéro 16, ministère des Affaires culturelles, 1982,  (ISBN 2-551-04575-4).